# Elektronisches Abstimmungssystem
Ein Elektronisches Abstimmungssystem (englisch Electronic Voting System (EVS), Audience Response System, Public Response System oder Clicker) ermöglicht es, z. B. anonyme Abstimmungen in Lehrveranstaltungen oder Versammlungen mit Hilfe von mobilen Endgeräten durchzuführen. Die Eingaben der Zuschauer werden drahtlos an die Abstimmungssoftware übertragen und können dann mittels Videoprojektor an die Wand projiziert werden. Durch die Integration des Abstimmungssystems können neben klassischen Abstimmungsfragen (Multiple-Choice-Frage/Single-Choice-Frage) auch domänenspezifische Aufgabentypen in Lehrveranstaltungen eingesetzt werden. Besonders mit der Verbreitung von Smartphones ergeben sich umfangreiche Möglichkeiten, webbasierte Aufgabentypen bereitzustellen und über eine Videoprojektion bereitzustellen.
Die digitale Weiterentwicklung der klassischen Systeme basiert auf der Nutzung der mobilen internetfähigen Geräte der anwesenden Personen (wie bspw. Smartphones oder Tablets) und macht so die Verteilung und Wartung extra für diesen Zweck angeschaffter Geräte überflüssig. Moderne digitale Systeme werden unter dem Begriff Audience Response Systems gefasst.